# Disarmonia Mundi
Disarmonia Mundi – włoski zespół muzyczny grający melodic death metal założony w 2000 r. w miejscowości Avigliana, Prowincja Turyn.

## Członkowie
- Ettore Rigotti − gitara, perkusja, wokal, gitara basowa, keyboard
- Claudio Ravinale − wokal, teksty

## Dyskografia
- Nebularium (2001)
- Fragments of D-Generation (2004)
- Mind Tricks (2006)
- The Restless Memoirs EP (2009)
- The Isolation Game (2009)
- Cold Inferno (2015)[2]